# ARP String Ensemble

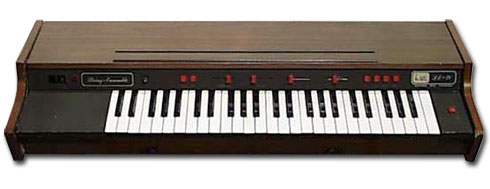
ARP String Ensemble (Solina)

L'ARP String Ensemble era un sintetizzatore analogico polifonico, prodotto dalla Solina (nota anche come Eminent NV) e commercializzato dalla ARP Instruments dal 1974 al 1981. Sul mercato internazionale era più noto con il nome di Solina.
Nella prima metà degli anni '70, con la comparsa del genere rock progressive, si avvertiva la necessità di nuove tastiere in grado di emulare suoni di orchestra ad archi, allo scopo di estendere la produzione musicale con nuove sonorità. Fu molto rilevante la produzione italiana di questo genere di strumenti, affiancata da un marchio olandese, la Eminent produttrice di organi elettronici da casa, che per merito dell'organo Eminent 310 Unique, presentato nel 1972, introdusse una sezione di emulazione archi dalle qualità per allora sbalorditive. Il successo dell strumento fu così improvviso da suggerire alla Casa costruttrice di realizzare uno strumento autonomo soltanto per questi suoni, anche perché l'organo 310 Unique era talmente ingombrante e pesante da non poter competere con l'unica alternativa di allora, il Mellotron 400: così nel 1974 comparve sul mercato l'Eminent Solina, che venne commercializzato negli USA dalla ARP Instruments sotto il nome di ARP String Ensemble.

## Tecnica
Il successo straordinario di questo strumento pare sia da ricercare nel modo in cui il suono statico, prodotto dai generatori analoghi a quelli di un normale organo elettronico, veniva modulato per renderlo il più possibile simile a quello percepito da un'orchestra composta da più strumenti simili. All'epoca si utilizzavano effetti basati su linee di ritardo analogiche, dalle caratteristiche piuttosto limitate, per simulare un raddoppio del suono originale, ma con strumenti di questo tipo il suono risultava eccessivamente artefatto e dotato di alternanze cicliche e periodiche, per nulla idonee a creare atmosfere spaziose e morbide come la tendenza musicale dell'epoca esigeva.
L'idea alla base dell'effetto che tanto successo riscosse, parte da concetti di psicoacustica piuttosto semplici: un'orchestra d'archi che esegue una singola nota all'unisono, combina nel medesimo istante la stessa nota emessa da più strumenti uguali fra loro, ma che si presentano con valori di fase, altezza e intensità differenti nel tempo e soprattutto con nessuna relazione evidente tra loro; il cervello umano è molto abile a rilevare fenomeni periodici (si pensi ad esempio all'effetto moiré nella stampa) e per simulare un'orchestra in modo efficace, tali possibili fenomeni vanno in ogni modo evitati. La scelta pertanto si orientò su grandezze non soggette a periodicità, come i numeri primi. L'effetto dello String Ensemble impiegava tre linee di ritardo in parallelo e ognuna di esse era gestita in modo da avere un tempo di propagazione primo rispetto alle altre due (tempi di clock rispettivamente di 11 µs, 20,4 µs e 11,3 µs); inoltre, la propagazione di ogni linea di ritardo veniva modulata da un LFO dedicato, così da provocare variazioni di fase e altezza, con segnali sì periodici, ma con frequenze anch'esse prime fra loro. A differenza poi dei vari effetti in circolazione all'epoca, lo String Ensemble non portava all'uscita il segnale originale diretto, in modo che all'ascoltatore venisse a mancare quel riferimento fisso che avrebbe permesso di riconoscere per differenza (battimento) gli altri suoni modulati.

## Caratteristiche
Lo String Ensemble era un sintetizzatore multi-orchestrale con suoni di violino, viola, tromba, corno, violoncello e contrabbasso. Invece che quelli di "attack" e "decay" c'erano gli effetti di "crescendo" e controllo "sustain" (effetti i quali producevano un suono più orchestrale, ma erano praticamente identici).
La maggior limitazione dello strumento era nell'avere un singolo filtro master, e non uno per voce; pertanto le modulazioni possibili erano sempre limitate alle singole note. Per ovviare a questo problema vennero approntati sistemi di triggeraggio singolo o multiplo, selezionabili a piacere dall'esecutore.
All'atto pratico, con il triggeraggio singolo non era possibile suonare delle frasi legate: la prima nota beneficiava del contorno dell'inviluppo, le note seguenti venivano smorzate dalla soglia del filtro, bloccato sul valore di sustain programmato.
La diffusione dello strumento si avvalse anche della nota delicatezza, costo, ecc. del Mellotron, ampiamente usato per la produzione di tessuti sinfonici negli anni 70. La produzione del suono come sintetizzatore invece che tramite nastri magnetici pregistrati risolveva molti dei problemi del Mellotron.

## Utilizzo
L'ARP String Ensemble veniva spesso usato da musicisti jazz-funk degli anni settanta, quali Herbie Hancock o Eumir Deodato.
Elton John suonò uno String Ensemble nella sua famosa canzone Someone Saved My Life Tonight, i The Buggles utilizzarono un Solina (nome con cui era più noto lo String Ensemble) in Video Killed the Radio Star e Rick James ne fece uso nella sua canzone Mary Jane; anche altre band note, quali The Cure, Joy Division, Styx, Pink Floyd ed AIR fecero uso dello strumento.

### Musicisti famosi che utilizzavano lo String Ensemble
- Air
- Alessandro Esseno
- The Eagles
- Elton John
- Jean-Michel Jarre
- Pink Floyd
- Jon Lord (Deep Purple)
- Mike Oldfield nell'album Ommadawn
- Rick James
- The Cure
- Joy Division
- OMD
- The Buggles
- Josh Wink
- Styx
- Tangerine Dream
- Keane
- Japan
- New Order
- Le Orme
- Tom Coster (Santana)
- Antonello Venditti
- Ivan Graziani
- Roby Facchinetti (Pooh)